# Лејксајд Грин (Флорида)
Лејксајд Грин (енгл. Lakeside Green) град је у америчкој савезној држави Флорида.

## Демографија
По попису из 2000. године број становника је 3.311.
| Група             | 2000.         | 2010.    |
| Белци             | 2.283 (69,0%) | 0 (0,0%) |
| Афроамериканци    | 478 (14,4%)   | 0 (0,0%) |
| Азијати           | 109 (3,3%)    | 0 (0,0%) |
| Хиспаноамериканци | 339 (10,2%)   | 0 (0,0%) |
| Укупно            | 3.311         | 0        |